# اوتسوایلر
اوتسوایلر (به آلمانی: Otzweiler) یک شهر در آلمان است که در باد کرویتسناخ واقع شده‌است. اوتسوایلر ۲۰۹ نفر جمعیت دارد.